# Tàngara capdaurada
La tàngara capdaurada (Stilpnia larvata) és una espècie d'ocell passeriforme americana de la família Thraupidae que es distribueix des del sud de Mèxic fins a l'occident de l'Equador.